# Iskrowo (Kaliningrad, Polessk)
Iskrowo (russisch Искрово, deutsch Plattupönen, 1938 bis 1945 Breitflur, litauisch Platupėnai) ist ein Ort in der russischen Oblast Kaliningrad. Er gehört zur kommunalen Selbstverwaltungseinheit Stadtkreis Polessk im Rajon Polessk.

## Geographische Lage
Die weitflächige Siedlung Iskrowo liegt westlich und östlich der Schwentinka (Naujoge/Hirschfließ) westlich der Kommunalstraße 27K-057 von Salessje (Mehlauken/Liebenfelde) nach Dalneje (Bittkallen/Bitterfelde). Bis zur Rajonstadt Polessk (Labiau) sind es 25 Kilometer. Ein Bahnanschluss besteht nicht.

## Geschichte
Das frühere Dorf Plattupönen gehörte zwischen 1874 und 1945 zum Amtsbezirk Schaltischledimmen (1929 bis 1947: Neuwiese, heute russisch: Nowoselskoje). Dieser wurde 1930 in „Amtsbezirk Neuwiese“ umbenannt und war Teil des Kreises Labiau im Regierungsbezirk Königsberg der preußischen Provinz Ostpreußen. Im Jahr 1938 wurde Plattupönen aus politisch-ideologischen Gründen der Vermeidung fremdländisch klingender Ortsnamen in „Breitflur“ umbenannt.
Im Jahr 1945 kam der Ort mit dem nördlichen Ostpreußen zur Sowjetunion. Im Jahr 1947 erhielt er die russische Bezeichnung Iskrowo und wurde gleichzeitig dem Dorfsowjet Salessowski selski Sowet im Rajon Bolschakowo zugeordnet. Seit 1965 gehört der Ort zum Rajon Polessk. Von 2008 bis 2016 gehörte Iskrowo zur Landgemeinde Salessowskoje selskoje posselenije und seither zum Stadtkreis Polessk.

### Einwohnerentwicklung
| Jahr | Einwohner |
| ---- | --------- |
| 1910 | 227       |
| 1933 | 208       |
| 1939 | 198       |
| 2002 | 42        |
| 2010 | 34        |

## Kirche
Fast ausnahmslos war die Bevölkerung von Plattupönen resp. Breitflur vor 1945 evangelischer Konfession und war somit in das Kirchspiel der Kirche Popelken (1938 bis 1946: Markthausen, heute russisch: Wyssokoje) eingepfarrt. Sie gehörte zum Kirchenkreis Labiau innerhalb der Kirchenprovinz Ostpreußen der Kirche der Altpreußischen Union. Heute liegt Iskrowo im Einzugsbereich der neu entstandenen evangelisch-lutherischen Gemeinde in Bolschakowo (Groß Skaisgirren, 1938 bis 1946 Kreuzingen), einer Filialgemeinde in der Kirchenregion der Salzburger Kirche in Gussew (Gumbinnen) und Teil der Propstei Kaliningrad der Evangelisch-lutherischen Kirche Europäisches Russland.